# Искусственный шёлк
Синтетический шёлк — любое напоминающее шёлк синтетическое волокно.

## История
Первые успешные искусственные шёлковые ткани были разработаны в 1890-х годах из целлюлозного волокна и продаются как искусственный шёлк или вискоза, по торговому названию производителя. В 1924 году название волокна было официально изменено в США, хотя термин вискоза продолжал использоваться в Европе.
В 1931 году Генри Форд нанял химиков Роберта Бойера и Фрэнка Калверта с целью организовать производство искусственного шёлка, приготовленного из сои. Они преуспели в создании текстильного волокна из скрученных волокон соевого белка, укреплённых или выдубленных погружением в формальдегид. Продукт получил коммерческое название Azlon. Его начали использовать в изготовлении костюмов, фетровых шляп и плащей. Хотя опытное производство Azlon в 1940 году достигло 2300 кг в день, он так и не достиг коммерческого успеха, уступив нейлону.

## Свойства
Несмотря на в целом одинаковый внешний вид, подлинный шёлк обладает уникальными свойствами, которые отличаются от искусственного шёлка. Тем не менее в некоторых случаях искусственный шёлк может быть продан как натуральный шёлк.